# 史汀

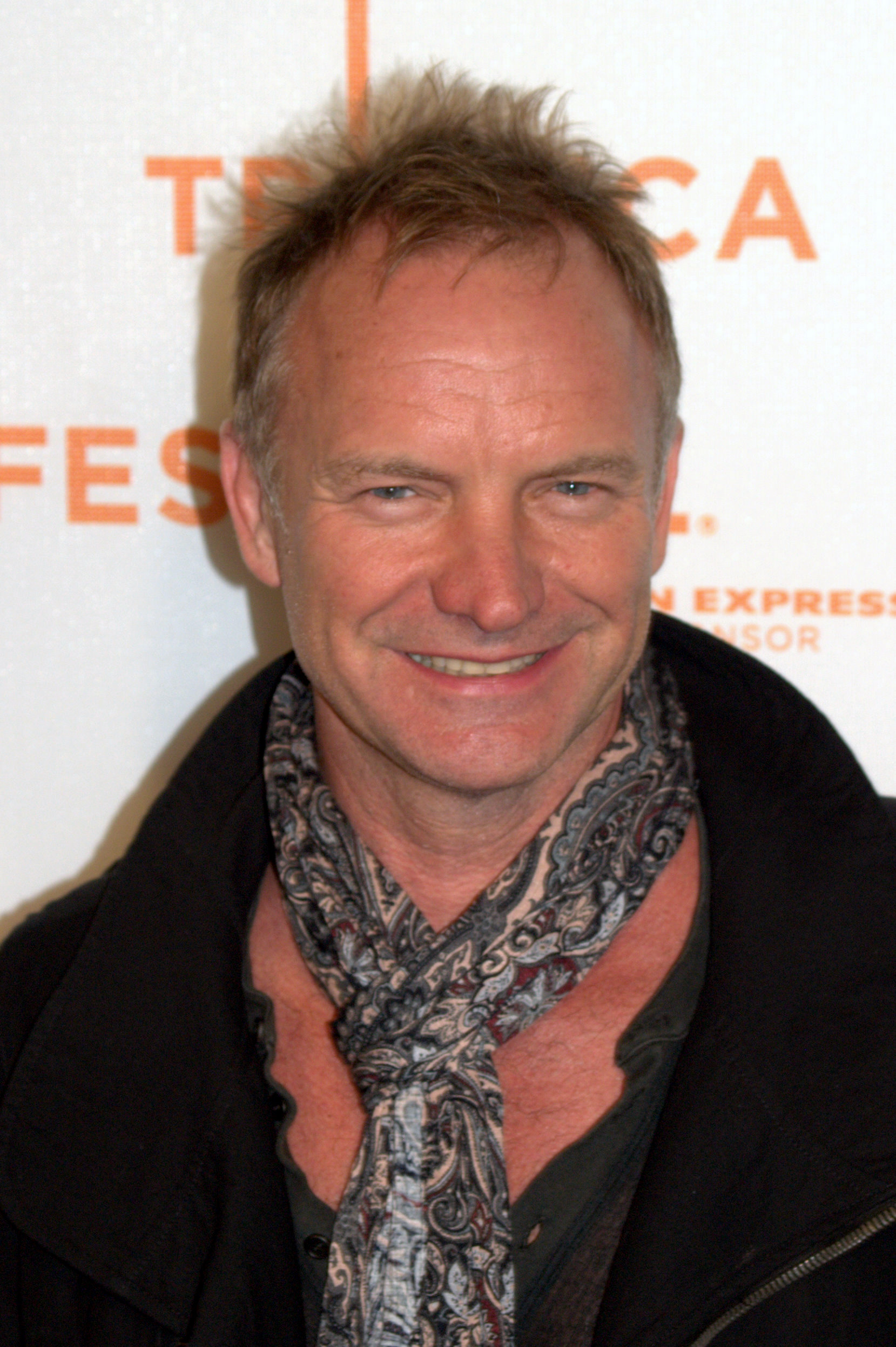
史汀

戈登·马修·托马斯·萨姆纳（英語：Gordon Matthew Thomas Sumner，1951年10月2日—），CBE，即史汀（英語：Sting），英国男歌手、音樂家、歌曲作者和演員。來自英國。他是英國樂隊警察乐队（The Police）命脈人物。他於1985年開始了獨立發展，並在他的音樂中融入了搖滾、爵士、雷鬼、古典、新時代和世界節奏的元素。
作為一名獨奏音樂家和警察樂團成員，史汀獲得了17個格萊美獎：他獲得了年度歌曲，以“每一次呼吸”，三個全英音乐奖，包括1994年的最佳英国男艺人和2002年的傑出貢獻，一個金球奖，一個艾美獎和四項奧斯卡最佳原創歌曲提名。2019年，他因《Every Breath You Take》獲得BMI獎，成為廣播史上播放次數最多的歌曲。2002年，斯汀獲得了英國作曲家、作曲家和作家學院 頒發的Ivor Novello 獎 終身成就獎，併入選了作曲家名人堂。2003年，他以警察乐队的身份入選搖滾名人堂。2000年，他因錄音成就獲得了好萊塢星光大道的一顆星。2003年，斯汀在白金漢宮獲得了伊麗莎白二世頒發的CBE，以表彰他對音樂的貢獻。2014年，他在白宮獲得肯尼迪中心榮譽，並於2017年獲得極地音樂獎。
在警察乐队的幫助下，斯汀成為了世界最暢銷音樂藝術家之一。 他獨唱和與 Police相結合，已售出超過1億張唱片。2006 年，Paste杂志 將他列為 100 位在世最佳詞曲作者中的第 62 位。他是 VH1的100位最偉大的搖滾藝術家中的第63 位，和 Q雜誌 的20世紀100位最偉大的音樂明星。他曾與其他音樂家合作創作歌曲，例如与险峻海峡合作的“Money for Nothing" 、与 克雷格·大卫 合作的"Rise & Fall"、與 布萊恩亞當斯 和 罗德·斯图尔特合作的"All for Love" ，與 艾莉森·克劳丝 合作的“You Will Be My Ain True Love”，並通過熱門歌曲“Desert Rose" 與 Cheb Mami。2018年，與牙買加音樂人Shaggy合作發行專輯《44/876》，獲得2019年格萊美獎最佳雷鬼專輯。

## 警察合唱團
1977年以新浪潮樂團警察合唱團（The Police）出道，他除了是主音歌手外，也兼任低音結他手及主唱，主要作品通常曲詞包辦。1978年發行首張專輯《Outlandos d'Amour》， 1979年以專輯《Regatta de Blanc》登上英國專輯榜冠軍寶座；1980年《Zenyatta Mondatta》專輯再度登上英國專輯榜冠軍，1980年以首張專輯同名主題曲《Regatta de Blanc》拿到首座美國格林美獎。

## 獨立發展
1984年史汀離開警察樂隊單飛樂壇，警察樂隊亦隨之解散，1985年的處女唱片《The Dream Of Blue Turtles》問鼎Billboard（页面存档备份，存于）流行專輯榜6週冠軍。儘管他在單飛初期還算多產，甚至參與不少英國歌手及組合的作品，例如Dire Straits的《Money for Nothing》、Phil Collins的《Take Me Home》，但1987年上半年，父母先後過世，年底推出的大碟《...Nothing Like the Sun》除了悼念亡母的歌曲，還有一些抒發極權政治下民間疾苦的悲情歌曲，包括俄羅斯人 (歌曲)，為英國男同性戀作家Quentin Crisp寫的《Englishman in New York》等。正當他為這張專輯宣傳，舉辦世界巡迴演唱會時，接踵而來的卻是創作瓶頸，1988年他連一首歌都創作不來，直至1989年才能寫成賺人熱淚的《Why Should I Cry for You》；接着便是較廣為人知的《All This Time》，講述一個男孩捨天主教儀式，而選擇為亡父海葬的故事，以輕快的樂章淡化沉重的內容。兩首歌曲灌錄於1991年推出的概念專輯《The Soul Cages》。隨後他開始涉獵更多音樂風格的歌曲，但不乏商業味濃的作品，例如洛比桑電影《這個殺手不太冷》的主題曲《Shape of My Heart》。
爵士樂、古典樂、放克節奏、雷鬼搖滾樂、靈魂樂、鄉村流行、福音、新世紀音樂、世界音樂民族風等，都融合在史汀多面向的樂章裡。史汀多次為電影創作主唱電影主題曲，偶爾加入電影客串演出。音樂與電影之外的史汀，近年來常為拯救雨林，和國際特赦組織等為環保生態與人權維護而奔走。